# إسكتلندا في حروب الممالك الثلاث
بين عامي 1639 و1653، تورطت اسكتلندا في حروب الممالك الثلاث، وهي سلسلة من الحروب بدأت بحروب الأساقفة (بين اسكتلندا وإنجلترا)، والتمرد الأيرلندي 1641، والحرب الأهلية الإنجليزية (وامتدادها في اسكتلندا)، والحرب الأهلية الأيرلندية، وأخيرًا إخضاع الإنجليز لأيرلندا واسكتلندا عن طريق جيش إنجلترا النموذجي الجديد.
في اسكتلندا نفسها، دارت الحرب الأهلية الاسكتلندية 1644–45 بين الملكيين الاسكتلنديين —داعمي تشارلز الأول بقيادة جيمس جراهام، أول مركيز لمونتروز—والعهديين، الذين سيطروا على اسكتلندا منذ عام 1639 وتحالفوا مع البرلمان الإنجليزي. حقق الملكيون الاسكتلنديون، بمساعدة القوات الأيرلندية، سلسلة من الانتصارات السريعة في عامي 1644–45، ولكنهم هُزموا في النهاية من المتعهدين.
وجد العهديون أنفسهم في خلاف مع البرلمان الإنجليزي، فأعلنوا تتويج تشارلز الثاني في سكون وبالتالي أعلنوا نيتهم تنصيبه على عرش إنجلترا وأيرلندا أيضًا. أدى ذلك إلى الحرب الأهلية الإنجليزية الثالثة، حين احتُلت اسكتلندا بواسطة جيش إنجلترا النموذجي الجديد التابع للبرلمانيين بقيادة أوليفر كرومويل.

## أصول الحرب - الحروب في الممالك الثلاث
ساعدت اسكتلندا في إشعال فتيل تلك السلسلة من الحروب في عام 1638، عندما انتفضت ضد السياسات الدينية لتشارلز الأول. تكون المتعهدون الوطنيون في اسكتلندا لمقاومة بدعات الملك، وخاصة في كتاب الصلوات. على أرض الواقع، عبّر المتعهدون عن استياء اسكتلندي واسع من سياسات تشارلز، خاصة في ما يتعلق بتهميش اسكتلندا منذ أن أصبح ملوك الستيوارت ملوكًا لإنجلترا في عام 1603. جمع المتعهدون جيشًا كبيرًا من أتباع طبقة ملاك الأراضي، وقاوموا بنجاح محاولة تشارلز الأول في فرض إرادته على اسكتلندا في ما سُمي بحرب الأساقفة.
أشعلت الانتفاضة الاسكتلندية شرارة الحرب الأهلية في مملكتين تابعتين لتشارلز، أولًا في أيرلندا، ثم في إنجلترا. لم يتمكن تشارلز ووزيره من إقناع البرلمان الإنجليزي، والذي لم يكن راضيًا عن سياسات تشارلز المدنية والدينية، لتمويل الجيش اللازم لإخضاع الاسكتلنديين. ونتيجة لذلك، اقترحوا جمع جيش من الكاثوليك الأيرلنديين، في مقابل إلغاء القوانين التمييزية في حقهم. نبه هذا الاحتمال أعداء تشارلز في إنجلترا واسكتلندا، وهدد المتعهدون بغزو أيرلندا. ردًا على ذلك، أشعل مجموعة من المتآمرين الأيرلنديين فتيل التمرد الأيرلندي في 1641، والذي تحول سريعًا إلى مجموعة من المذابح ضد المستوطنين الكاثوليك في أيرلندا من الإنجليز والاسكتلنديين.
أشعل هذا الأمر بدوره شرارة الحرب الأهلية في إنجلترا، لأن البرلمان الطويل لم يثق في تشارلز لقيادة الجيش للقضاء على التمرد الأيرلندي، وخشوا أن يُستخدم ضدهم. نشبت الحرب الأهلية الإنجليزية في 1642.
أرسل المتعهدون جيشًا إلى أولستر في أيرلندا في عام 1642 لحماية المستوطنين الاسكتلنديين هناك. في عام 1644، وبعد توقيع معاهدة الجامعة والعهد الرسميين مع البرلمان الإنجليزي، أُرسلت غالبية القوات المسلحة للمتعهدين إلى الجنوب للقتال في صف البرلمانيين في الحرب الأهلية الإنجليزية.

## الملكيون الاسكتلنديون
على عكس إنجلترا، اتفق المتعهدون والملكيون في اسكتلندا على أن تأسيس الملكية كان موصى به إلهيًا ولكنهم اختلفوا على طبيعة وحجم السلطة الملكية في مقابل سلطة الكنيسة. قاتل العديد مثل جيمس جراهام، أول مركيز لمونتروز مع كلا الجانبين في مرحلة ما، الأمر الذي جعل من الصعوبة تصنيف العشائر على أنها «ملكية» أو «كاثوليكية» كليًا، أو لاحقًا من «اليعاقبة».
أسس المتعهدون الكنيسة الوطنية المشيخية، التي كانت كالڤينية في تعاليمها؛ بحلول عام 1640، كان أقل من 2% من الاسكتلنديين كاثوليك، وتركزوا في أماكن مثل جنوب ويست، التي سيطرت عليها عشيرة ماكدونالد من كلانرانالد، ولكن على الرغم من وضعهم كأقلية، بقي الخوف من البابوية سائدًا. بينما كان أكثر من 95% من الاسكتلنديين أعضاء في الكنيسة، فقد انقسموا في التركيب، مثل المشيخية الأنجليكية، وانقسمت قبائل مثل الماكدونالد لاحقًا إلى فصائل كاثوليكية ومشيخية.
كانت الملكية أكثر شهرة في المرتفعات وفي شمال شرق اسكتلندا، بسبب مزيج من الأسباب الدينية والثقافية والسياسية؛ غير مونتروز من ولائه لأنه شك في أطماع أرجيل، وخشي منه أن يسيطر على اسكتلندا وربما يعزل الملك. بالإضافة إلى ذلك، كانت المرتفعات منطقة ثقافية وسياسية واقتصادية مميزة من اسكتلندا. وقد كانت غيلية في اللغة والعادات، وفي هذا الوقت كانت خارج سيطرة الحكومة الاسكتلندية. فضلت بعض القبائل في المرتفعات سلطة الملك تشارلز البعيدة في مقابل السلطة القوية والمنظمة جيدًا في المنخفضات بقيادة حكومة المتعهدين.
لعبت أيضًا سياسات العشائر وعداءاتها دورًا هامًا؛ حين اتخذت عشيرة كامب المشيخية، بقيادة زعيمهم أرشيبالد كامبل، أول مركيز لأرجيل، جانب المتعهدين، اتخد غرماؤهم الجانب المقابل تلقائيًا. لا بد من ذكر بعض من تلك العوامل المتداخلة التي امتدت عبر البحر الأيرلندي: على سبيل المثال كانت عشيرة ماكدونالد كاثوليكية، وكانوا العدو اللدود لعشير كامبل، وكان لهم هوية غالية قوية. كتب المؤرخ ديفيد ستيفينسون: «إنه أمر مثير للجدل ما إذا كان يمكننا اعتبار عشيرة ماكدونالد من أنتريم اسكتلندية أو أيرلندية... بالنسبة لعشيرة ماكدونالد نفسها كان السؤال عديم الصلة بدرجة كبيرة، كان لديهم الكثير من الأمور المشتركة مع الأيرلنديين المحليين وسكان المرتفعات الاسكتلنديين، الذين اشتركوا معهم في لغة غالية مشتركة وثقافة أكثر من أولئك الذين حكموهم».

## التدخل الأيرلندي
حاول مونتروز بالفعل قيادة انتفاضة للملكيين بحلول عام 1644 ولكنه فشل، عندما عُرض عليه جيش ملكي جاهز. وافق الحلف الإيرلندي الكاثوليكي، الذي كان  مع الملكيين، في هذا العام على إرسال حملة إلى اسكتلندا. كانت وجهة نظرهم أن هذا الأمر سيعطل قوات المتعهدين الاسكتلنديين الذين قد يُستخدموا في أيرلندا أو إنجلترا. أرسل الأيرلنديون 1500 رجلًا إلى اسكتلندا بقيادة لاسدير ماك كولا ماكدونالد، وهو أحد رجال عشيرة ماكدونالد من الجزر الغربية لاسكتلندا. ضموا أيضًا مانوس أوكاهان (ابن عم ما كولا الأيرلندي) وكتيبته المكونة من 500 رجلًا. بعد الوصول بقليل، انضم الأيرلنديون إلى مونتروز في برل أتول وبدأوا في جمع قواتهم من عشيرة ماكدونالد وغيرها من العشائر المعادية لعشيرة كامبل في المرتفعات.
كان الجيش الملكي الجديد الذي قاده مونتروز وماك كولا هائلًا وضخمًا من عدة نواحي. كانت قواته الأيرلندية والقوات من المرتفعات خفيفة الحركة بشكل استثنائي، إذ كانت قادرة على التحرك بسرعة عبر مسافات طويلة — حتى خلال التضاريس القاسية للمرتفعات — كما كانوا قادرين على تحمل الظروف القاسية جدًا ونقص المؤن. لم يقاتلوا في تشكيلات حاملي الرماح والمسكيت التي انتشرت في أوروبا القارية آنذاك، ولكنهم أطلقوا النار من المسكيت في ترتيب غير محكم قبل الالتحام بسيوفهم ورماحهم القصيرة. كان هذا الأسلوب فعالًا في البرية وقضى على ميليشيات العهديين المفتقرة للتدريب التي أُرسلت إليهم. عادة ما هرب هؤلاء المجندون المنضمون محليًا حين واجهوا الاندفاع المخيف لقوات المرتفعات، وذُبحوا أثناء هروبهم.
ولكن الجيش الملكي واجه أيضًا مشاكل جسيمة: لم يتثنى إقناع العشائر في غرب اسكتلندا للقنال بعيدًا عن ديارهم — واعتبروا عشيرة كامبل عدوهم الأساسي وليس المتعهدين، ما أدى إلى عضوية متأرجحة — وافتقر الملكيون أيضًا لسلاح الفرسان، ما جعلهم عرضة للقتل بسهولة في المناطق الريفية المفتوحة. تغلب مونتروز على بعض من هذه العيوب من خلال قيادته وعن طريق الاستفادة من الجبال المنيعة في منطقة المرتفعات. تاركًا أعداءه غير متوقعين لمكان الهجوم التالي، سيهجم مونتروز على الحاميات في المنخفضات ثم ينسحب إلى المرتفعات حين هُدد بالعدو الذي يتفوق عليه عدديًا. في أمان الجبال يمكنه القتال في التضاريس التي اعتاد جيشه عليها، أو يطارد المتعهدين في مطاردات لا طائل منها.